# 1768 en littérature
| Années de la littérature : 1765 - 1766 - 1767 - 1768 - 1769 - 1770 - 1771    |
| Décennies de la littérature : 1730 - 1740 - 1750 - 1760 - 1770 - 1780 - 1790 |

Cet article présente les faits marquants de l'année 1768 en littérature.

## Événements
- 10 mai: massacre du Champ de Saint-Georges à la suite de l'emprisonnement de John Wilkes à la prison de King's Bench et son élection député du Middlesex le 28 mars[1].
- 28 juillet : Thomas Gray succède à Lawrence Brockett comme Regius Professor d’histoire moderne à Cambridge[2].
- 2 août : Jacques Necker (1732-1804) devient ministre résident de la république de Genève à Paris[3]. De nombreux philosophes fréquentent le salon de Mme Necker[4].

- 4 septembre : fondation d'une Arcadie brésilienne (Arcádia Ultramarina (pt)) à Vila Rica, dans le Minas Gerais[5] à la suite de la publication des Obras poéticas, du poète Cláudio Manuel da Costa (pt)[6]. Le Brésil connaît une très importante effervescence politique, sociale et culturelle à la fin du XVIIIe siècle. De nombreux groupes, sociétés et académies sont créés, marquant le début d'une vie littéraire et culturelle nationale, jusqu'alors très dépendante du Portugal.
- 16 octobre : John Murray propose au poète William Falconer de s'associer pour acquérir une librairie dans Fleet Street, à Londres[7]. A partir de 1780 elle devient une grande maison d'édition[8].
- 6 décembre : début de la parution hebdomadaire de l'Encyclopædia Britannica à Édimbourg, en Écosse, par Colin Macfarquhar et Andrew Bell (fin en 1771)[9].

- Catherine II de Russie collabore à une traduction du Bélisaire de Marmontel, ouvrage interdit en France[10].
- Parution des premières œuvres de Novikov en Russie[10].

## Parutions
- Marko Pohlin (en), Kranjska gramatika, Laybach, Lorenz Bernbacher, 1768 (présentation en ligne) (« Grammaire carniolienne »).
- Pierre Poivre, Voyages d’un Philosophe : ou observations sur les moeurs & les arts des peuples de l'Afrique, de l'Asie et de l'Amérique, Yverdon, F.-B. de Félice, 1768 (présentation en ligne), administrateur de l’Île de France (Maurice).
- Joseph Priestley, Essay on the First Principles of Government, Dublin, James Williams, 1768 (présentation en ligne) (« Essai sur les premiers principes de gouvernement »).
- Johann Georg Sulzer, Vorübungen zur Erweckung der Aufmerksamkeit und des Nachdenkens, Berlin, Friedrich Nicolai, 1768 (présentation en ligne), (« Exercices pour développer l’attention et la réflexion »).
- Jean-Jacques Rousseau, Dictionnaire de musique, Paris, Vve Duchesne, 1768 (présentation en ligne).

### Fictions
- Laurence Sterne, A Sentimental Journey Through France and Italy, London, Becket and P. A. De Hondt, 1768 (présentation en ligne) (« Voyage sentimental à travers la France et l'Italie ») roman inachevé, en deux volumes.

- Oliver Goldsmith, The Vicar of Wakefield (présentation en ligne) (« Le Vicaire de Wakefield »), roman social.
- Claude Crébillon, Les Lettres de la Duchesse de … au Duc de …, Londres, Jean Nourse, 1768 (présentation en ligne), roman épistolaire , en deux volumes..
- Cláudio Manuel da Costa (pt), Obras Poéticas de Glauceste Satúrnio, Coimbra, Oficina de Luiz Secco Ferreira, 1768 (présentation en ligne), poète brésilien[6].

## Naissances
- 7 avril : Mah Laqa Bai, poétesse ourdou indienne († août 1824).
- 4 septembre : François-René de Chateaubriand, écrivain romantique et homme politique français († 4 juillet 1848).